# اتحادهای گرین
در ریاضیات، اتحادهای گرین شامل سه اتحاد در جبر بردارها است که به نام جورج گرین ریاضیدان انگلیسی نام‌گذاری شده‌است.

## اتحاد یکم
این اتحاد از وارد کردن قضیهٔ دیورژانس در فضای برداری بدست آمده‌است. {\displaystyle \mathbf {F} =\psi \nabla \varphi } فرض کنید φ و ψ تابع‌های نردبانی اند (عددی) که بر روی ناحیهٔ U از R۳ تعریف شده‌اند. همچنین فرض کنید که φ دو بار مشتق پذیر و پیوسته و ψ یک بار مشتق پذیر و پیوسته است. آنگاه:
{\displaystyle \int _{U}\left(\psi \nabla ^{2}\varphi +\nabla \varphi \cdot \nabla \psi \right)\,dV=\oint _{\partial U}\psi \left(\nabla \varphi \cdot \mathbf {n} \right)\,dS}
که در آن {\displaystyle \nabla ^{2}} همان عملگر لاپلاس است. n بردار یکهٔ عمود بر سطح کوچک dS و {\displaystyle {\partial U}} مرز ناحیهٔ U می‌باشد. این قضیه اساساً هم‌ارز انتگرال‌گیری در ابعاد بالاتر است که دارای جزءهای ψ و گرادیان φ به جای u و v می‌باشد.

## اتحاد دوم
اگر φ و ψ هر دو، دو بار مشتق پذیر و پیوسته بر روی ناحیهٔ U از R۳ باشند و ε یک بار مشتق پذیر و پیوسته باشد:
{\displaystyle \int _{U}\left[\psi \nabla \cdot \left(\epsilon \nabla \varphi \right)-\varphi \nabla \cdot \left(\epsilon \nabla \psi \right)\right]\,dV=\oint _{\partial U}\epsilon \left(\psi {\partial \varphi  \over \partial n}-\varphi {\partial \psi  \over \partial n}\right)\,dS.}
در حالت خاص {\displaystyle \epsilon =1} بر روی ناحیهٔ U از R۳ خواهیم داشت:
{\displaystyle \int _{U}\left(\psi \nabla ^{2}\varphi -\varphi \nabla ^{2}\psi \right)\,dV=\oint _{\partial U}\left(\psi {\partial \varphi  \over \partial n}-\varphi {\partial \psi  \over \partial n}\right)\,dS.}
در رابطهٔ بالا، ∂φ / ∂n مشتق جهت دار φ در جهت n، رو به بیرون و عمود بر سطح کوچک dS است:
{\displaystyle {\partial \varphi  \over \partial n}=\nabla \varphi \cdot \mathbf {n} .}

## اتحاد سوم
اتحاد سوم گرین از اتحاد دوم بدست می‌آید. به شرطی که {\displaystyle \varphi =G} در نظر بگیریم و G جواب معادلهٔ لاپلاس باشد و این بدین معنی است که:
{\displaystyle \nabla ^{2}G(\mathbf {x} ,\mathbf {\eta } )=\delta (\mathbf {x} -\mathbf {\eta } ).}
برای نمونه در {\displaystyle \mathbb {R} ^{3}} جواب بنیادی فرم زیر را دارد:
{\displaystyle G(\mathbf {x} ,\mathbf {\eta } )={-1 \over 4\pi \|\mathbf {x} -\mathbf {\eta } \|}.}
اتحاد سوم گرین می‌گوید که اگر ψ تابعی باشد که دو بار بر روی ناحیهٔ U پیوسته و مشتق پذیر است، آنگاه:
{\displaystyle \int _{U}\left[G(\mathbf {y} ,\mathbf {\eta } )\nabla ^{2}\psi (\mathbf {y} )\right]\,dV_{\mathbf {y} }-\psi (\mathbf {\eta } )=\oint _{\partial U}\left[G(\mathbf {y} ,\mathbf {\eta } ){\partial \psi  \over \partial n}(\mathbf {y} )-\psi (\mathbf {y} ){\partial G(\mathbf {y} ,\mathbf {\eta } ) \over \partial n}\right]\,dS_{\mathbf {y} }.}
اگر بخواهیم مسئله را ساده‌تر کنیم، آن را به این شکل بیان می‌داریم که اگر ψ یک تابع هارمونیک باشد، برای نمونه جواب معادلهٔ لاپلاس باشد، آنگاه {\displaystyle \nabla ^{2}\psi =0} و اتحاد به شکل زیر ساده می‌شود:
{\displaystyle \psi (\mathbf {\eta } )=\oint _{\partial U}\left[\psi (\mathbf {y} ){\partial G(\mathbf {y} ,\mathbf {\eta } ) \over \partial n}-G(\mathbf {y} ,\mathbf {\eta } ){\partial \psi  \over \partial n}(\mathbf {y} )\right]\,dS_{\mathbf {y} }.}

## منبع و یادداشت
مشارکت‌کنندگان ویکی‌پدیا. «Green's identities». در دانشنامهٔ ویکی‌پدیای انگلیسی، بازبینی‌شده در ۵ نوامبر ۲۰۱۱.
1. ↑  Strauss, Walter. Partial Differential Equations: An Introduction. Wiley.